# MathOverflow
MathOverflow — коллективный блог и интернет-сообщество профессиональных математиков.
Позволяет пользователям задавать вопросы, давать на них ответы, а также оценивать их.
Входит в Stack Exchange.
Для записи математических формул используется MathJax.

## Происхождение и история
Блог был запущен 28 сентября 2009 года аспирантами и постдоками Калифорнийского университета в Беркли
Антоном Геращенко,
Давидом Цурик-Брауном
и Скоттом Моррисоном.
Хостинг поддержал Рави Вакил.
Изначально блог работал на отдельно установленном клиенте SE 1.0;
с 25 июня 2013 года он был интегрирован в обычном Stack Exchange, SE 2.0.

## Известные участники
- Агол, Ян
- Еременко, Александр Эммануилович
- Иванов, Сергей Владимирович
- Капович, Михаил Эрикович
- Куперберг, Грэг[англ.]
- Назаров, Фёдор Львович
- Ривин, Игорь[англ.]
- Тао, Теренс
- Тёрстон, Уильям Пол